# Bagdad Khatun
Bagdad Khatun (? - 30 de novembre de 1335) fou una reina consort de Pèrsia sota els Il-kan. Era filla de l'amir al-umara Amir Coban i neboda del kan Abu Said Bahadur Khan (1317-1335), ja que era filla d'una germana d'aquest darrer. Es va casar amb el djalayàrida amir Hasan ibn Amir Huseyn (conegut com a Shaykh Hasan Buzurg) governador de Khorasan (1323).
Abu Said es volia casar amb Bagdad Khatun. El 1325 Abu Said, agafant com a precedent a Genguis Kan, va intentar forçar a Hasan a renunciar a la seva dona per poder casar-s'hi ell mateix, però amir Čoban no ho va acceptar; en canvi el fill de Čoban, Dimaskh Khwadja, utilitzava en benefici propi les dones de l'harem reial; el 24 d'agost de 1327 Abu Said va ordenar l'execució de Dimaskh a Sultaniya i va dictar una orde per l'extermini de tota la família. En aquest moment el cap de família, Čoban, estava en campanya al Khorasan, on uns mesos abans el seu fill Hasan (que era governador) havia lluitat contra la rebel·lió del príncep txagatai Tamarshirin i l'havia expulsat de la zona de Gazni però que sembla que havia retornat; Čoban al saber la notícia es va dirigir a l'oest; va intentar una mediació amb el kan que va fracassar i llavors les forces que el seguien van desertar i va haver de fugir cap a Herat on fou assassinat pel kan kurt local Malik Ghiyath al-Din obeint una orde d'Abu Said (novembre/desembre del 1327). Llavors el Khan es va poder casar amb Bagdad Khatun a la que Hasan va repudiar i a canvi va rebre el càrrec d'amir al-ulus.
Se li va donar el lakab de khudawandigar (la sobirana). El 1331/1332 Shaykh Hasan fou acusat de complotar amb la seva ex dona i fou desterrat a la fortalesa de Kumakh a l'Eufrates però al cap d'un any (comprovada la falsedat de l'acusació) fou perdonat i nomenat governador d'Anatòlia.
El 1333/1334 Abu Said es va casar amb una neboda de Bagdad Khatun de nom Dilshad Khatun (o Delsad Khatun), filla de Dimaskh Khwadja, i la va posar com a esposa principal, causant la gelosia de Bagdad Khatun.
El kan va morir sobtadament als quarters de Karabagh el 30 de novembre de 1335, suposadament enverinat per Bagdad Khatun, deixada de costat en favor de la seva neboda. Els amirs la van matar. Segons una altra versió fou executada per mantenir correspondència amb Uzbek, kan de l'Horda d'Or, al que hauria incitat a envair Pèrsia. El nou kan Arpa la va fer executar.